# Hernán Rapela
Hernán Rapela (nacido en Puerto Belgrano, Buenos Aires, Argentina; 29 de agosto de 1945) es un periodista, folclorista, productor, empresario, locutor y conductor argentino de una larga trayectoria.

## Carrera
Hijo del capitán de fragata José Manuel Rapela y de Elsa Piñero, cuando cumple un año la familia se traslada a la localidad de Martínez, San Isidro. Fue un folclorista aficionado, desde los 12 años comenzó a tocar el bombo. Fue músico del cantor folclórico Hernán Figueroa Reyes luego de separarse éste de Los Huanca Hua por 1965. Participó en varios discos junto con Reyes y con su compañero Emilio "Bocha" Martínez. Entre su discografía como bombisto se destacan bajo el sello Odeón:
- La vuelta del santiagueño
- Añorando
- Zamba del cantor enamorado
- Rumor del mar
- La criolla santiagueña
- El gato de don Bocha
- La Solís Pizarro
- Chacarera del triste
- Zamba para mis amigos
- Coplas del soltero
- Qué mala suerte
- Decime que sí

Luego de egresar del Instituto Superior de Enseñanza Radiofónica (ISER) en la misma promoción que Juan Alberto Badía en 1970, abandona el mundo folclórico por las noticias. Comenzó su carrera como periodista ese mismo año tras concurrir a un programa de Radio Belgrano llamado Generación Espontánea, con la ayuda de su amigo Carlos Márbiz (hermano de Julio), conducido por Santo Biasatti, Miguel Ángel Merellano y José de Zer. Fueron Merellano, Alfredo Scalise y Héctor Ricardo García quienes lo introdujeron al programa Matinee.
Su trayectoria en la pantalla chica abarca desde 1970 hasta 1999.
- Matinee, por Canal 11, junto a Andrés Percivale, Miguel Ángel Merellano, Rosemarie y Emilio Ariño.
- Teleshow, junto a Víctor Sueiro, Laly Cobas, José de Zer y Alfredo Garrido.
- Ciudad vs Ciudad, con Nelly Raymond, Carlos Naón y Ricardo Brabante.
- Toda la gente (1975), por Canal 13, junto a Canela, Graciela Guardone, Laly Cobas, Dionisia Fontán, Clara Fontana y Carlos Campolongo.
- La gran aventura, por Canal 11 con Nelly Raymond.
- Los fabulosos '20, que trataba sobre temas del rock nacional.
- Noticiero Siete, con Horacio Zucatte.
- Tiempo de Folklore, en Canal 9 "Canto joven", en Canal 9 (Argentina)
- La hora de siempre, Canal 13
- Noticiero 13, Canal 13.
- 100 años, en América TV.
- Sin Estribos, en Canal 7.
- También condujo en Canal 9 por pedido de Alejandro Romay una edición del Festival de Cosquín.[3]

En teatro en la obra Días de Radio reemplazó al actor Juan Carlos Thorry en una obra protagonizada por Nini Marshall, con Jorge Vaccari y Elio Marchi, en Mar del Plata y varias salas del interior.
Produjo en teatros Con... cierto folklore (Los Carabajal y Raúl Barboza)-De Corrientes por Chamamé- dos temporadas, con Ramona Galarza, Blas Martínez Riera, Raúl Barboza, Damasio Esquivel.
Entre Córdoba y Mendoza, se armó... (Los 4 de Córdoba- Los Cumpas). Hecho en Argentina Violeta Rivas- Néstor Fabián- Trío San Javier. "La Despedida" con Juan "Corazón" Ramón.
En radio se inició en Radio Antártida y luego fue locutor junto a Ricardo Font Saravia y Juan Ramón (padre de J. A Badía) en la estación Constitución de un servicio de tv cerrada. Condujo El tranvía en Radio Belgrano y Las ruedas del país en Radio Argentina. En la FM 98.7 con el programa  Sinceramente logró mucho impacto. y el ciclo en radio Continental, con el mismo programa, lideraba las mañanas de domingo. Obtuvo el premio Santa Clara de Asís y menciones periodísticas destacadas.
Amigo por más de 30 años y socio del conductor Julio Márbiz, también lo fue del productor Luis Cella, de la cantante Ramona Galarza, del músico Ricardo Romero- Los Tucu Tucu, del periodista Ulises Barrera y del locutor Daniel Ríos. De íntima  relación con  Julio Lagos, notable locutor y periodista,  y Julio Ricardo, famoso periodista deportivo. Fue representante y productor del grupo folclórico Los Carabajal. Se desempeñó como miembro de DOCTA Producciones, una empresa dedicada a la representación y producción de artistas, festivales y eventos televisados. Independizado como productor, representó a artistas como el Ballet Brandsen, Suna Rocha, Carlos Di Fulvio, Los Cumpas, Carlos Di Fulvio...
Dictó cursos sobre radio y tv en todo el país. Fue durante 16 años profesor de la materia "Práctica ante cámaras" en el I.S.E.R. y de "Lenguaje y expresión" en la Escuela de Periodismo Crónica.
Dueño, junto a Pancho Figueroa- Los Chalchaleros-, del local-peña folclórica El Chalchalero ubicado en barrio Belgrano. Allí participaban figuras ilustres de la cultura argentina como Santiago Ayala El Chúcaro, Norma Viola, Antonio Tarragó Ros, Los Trovadores, Alba Solís, Cuarteto Zupay, Los Panchos, Hugo del Carril, Néstor Fabián...Cruz Guillén, Juan (2009). Antes y Después, Santiago Ayala "El Chúcaro" y Norma Viola. Buenos Aires: Balletin Dance. p. 35. </ref>. También animó  sorteos, espectáculos, festivales y eventos.
Ha escrito La Historia del Folklore Argentino (Perfil Libros), 20 fascículos y CD, y Tradiciones Argentinas (Perfil Libros), 15 fascículos y CD. Ha concluido un compendio sobre la historia de los discos argentinos,  Nuestros discos queridos. Tiene a editar un primer volumen de cuentos, ensayos y reflexiones, Entramado.
Actualmente se dedica al campo empresarial como reciclador y constructor de viviendas. Dicta cursos como La voz del locutor y La voz del locutor, práctica profesional. También conduce el programa "El conversador" los domingos de 11 a 12 horas por AM 570 Radio Argentina